# Калиник Миклеску
Калиник Миклеску (на румънски: Calinic Miclescu) е румънски духовник, митрополит на Молдова (1865 – 1875 година) и общественик, деец на румънската пропаганда в Македония.

## Биография
Роден е в 1822 година в Сучава, тогава в Австрийската империя със светско име Константин Миклеску в големия род Миклеску. Замонашва се в Хуши на 18 юни 1842 година под името Калиник при чичо си Софроний Милеску. На 23 април 1843 година Калиник е ръкоположен за дякон, а на 31 ноември 1848 година за йеромонах. На 7 май 1863 година става заместник на митрополита на Молдова. Калиник е посочен за митрополит на Молдова с указ на княз Александру Йоан Куза от 10 май 1865 година. Миклеску е първият председател на Обществото за македонорумънска култура.
Умира на 14 август 1886 година в Букурещ.